# Tossal de Seu
El Tossal de Seu és una muntanya de 1.384,6 metres d'altitud situada al termenal entre els municipis de Montanui i de Vilaller, tots dos de l'Alta Ribagorça, i tots dos en terres de parla catalana, però el primer pertanyent a l'Aragó, i el segon a Catalunya.